# FTV Prima
FTV Prima je česká mediální společnost, kterou vlastní z většiny česká firma GES Group sídlící v Praze, spadající pod skupinu GES Group Holding sídlící v Amsterdamu. Společnost provozuje celoplošné vysílání programů Prima TV, Prima Cool, Prima Love, Prima Zoom, Prima Max, Prima Krimi, Prima Plus, CNN Prima News, Prima Star a Prima Show.

## Historie
Prima TV začala vysílat v roce 1992 v Praze a středních Čechách pod názvem FTV Premiéra, později Premiéra TV. Licenci k celoplošnému vysílání získala v roce 1994 s podmínkou, že část svého vysílacího času musí poskytovat provozovatelům lokálního a regionálního vysílání, podíl regionálního vysílání na Primě se však postupně snižoval. Od 3. ledna 1997 stanice změnila název na Prima televize. V roce 2003 byla provozovateli prodloužena licence na celoplošné vysílání do 28. června 2018.
Na podzim 2005 do televize Prima vstoupil strategický partner MTG (Modern Times Group, mezinárodní skupina působící v televizním a rozhlasovém vysílání především ve Skandinávii a Pobaltí). Vstup MTG má posílit postavení Primy na českém televizním trhu především nákupem atraktivních zahraničních pořadů a nových televizních formátů. V roce 2017 získal celý podíl v FTV Prima podnikatel Ivan Zach.
Na konci 90. let bylo naznačováno propojení Primy s konkurenční celoplošnou komerční stanicí TV Nova vlastněnou společností CET 21, ale to nebylo nikdy oficiálně prokázáno (obě televize např. nakupovaly pořady a prodávaly svůj reklamní čas prostřednictvím stejné externí společnosti). Prima Cool začala vysílat 1. dubna 2009 a jde o stanici které se zaměřuje na muže. Prima Love je stanice, která se zaměřuje především na ženy. Začala vysílat 15. června 2009 pod názvem R1 (dělila se o pozici s Prima Cool) a 8. března 2011 se přejmenovala na Prima Love a začala vysílat samostatně. Prima Zoom je dokumentární kanál, který začal vysílat 1. února 2013. Prima Max je pátý kanál, který začal vysílat 20. listopadu 2015. Prima Comedy Central je televizní stanice globální komediální sítě Comedy Central, provozovaná americkým mediálním koncernem Viacom International Media Networks, která začala vysílat 14. prosince 2015. Prima Krimi je kriminální a detektivní kanál, který začal vysílat 2. dubna 2018.

### Konec spolupráce s RTA
- Dne 31. října 2011 oznámil generální ředitel ukončení vysílání ke dni 1. ledna 2012.[3] Vysílání Prima TV pak ve 4:47 hod nahradil monoskop a v 6:01 hod odstartovala stanice Prima family. Jejím prvním pořadem byl film Hledá se Nemo.[4] Hlavním důvodem vrácení licence pro původní kanál Prima TV, díky kterému mohla televize vysílat až do roku 2018, byly problémy s regionální televizí, které musela Prima dle staré licenční smlouvy poskytovat pravidelné tříhodinové vstupy. Jednalo se především o Regionální Televizní Agenturu (RTA). Prima však agentuře platila, čímž se délka vstupů zredukovala na pouhých 20 minut. Televize Prima změnu názvu vysvětlovala veřejnosti především tím, že Prima byla považována za rodinnou televizi. Tento krok tedy definitivně završil vznik rodinného kanálu Prima Family, ale dne 1. srpna 2013 se Prima Family přejmenovala opět na Prima